# Mamilo
Mamilo (do latim mamilla) compreende a junção dos dutos mamários, a abertura para saída do leite e a aréola, parte mais escura ao redor da abertura.
A aparência dos mamilos está relacionada a vários fatores com a cor da pele, tamanho das mamas, taxa de gordura, exposição ao Sol, estado emocional, sensação de frio, idade, fase de amamentação (lactação).
Uma das formas de se descobrir algum sintoma de câncer da mama é fazer o autoexame, apalpando-se os mamilos. Aperte suavemente o mamilo de cada mama, com os dedos polegar e indicador. O aparecimento de secreção abundante ou sanguinolenta deverá ser relatado imediatamente a um médico.
Os médicos alertam o perigo de se furar os mamilos para colocar piercing. Trata-se de uma área muito sensível, podendo causar problemas futuros, principalmente na época da amamentação. O sucesso de um piercing no mamilo obriga a alguns cuidados com a operação: piercings de material biocompatível (Ouro, PTFE, titânio e nunca aço dito cirúrgico), nunca limpar com água e sal como recomendam alguns "piercers" (Uma solução tipo Rinomer ou Cetrimide e Chlorhexidine é muito mais aconselhável) e contar com um tempo de cicatrização nunca inferior a qualquer período  entre 9 e 12 meses. Desse modo é possível ter piercings nos mamilos sem maiores complicações.

## Função
A função fisiológica dos mamilos é fornecer leite, produzido nas glândulas mamárias femininas durante a lactação, a um bebé. Durante a amamentação, a estimulação do mamilo pelo bebé irá estimular a libertação de oxitocina do hipotálamo. A ocitocina é uma hormona que aumenta durante a gravidez e atua na mama para ajudar a produzir o reflexo de ejeção do leite. A libertação de ocitocina pela estimulação do mamilo do bebé faz com que o útero se contraia mesmo após o parto.
As fortes contrações uterinas causadas pela estimulação dos mamilos da mãe ajudam o útero a contrair-se para comprimir as artérias uterinas. Estas contrações são necessárias para prevenir a hemorragia pós-parto. Quando o bebé mama ou estimula o mamilo, os níveis de ocitocina aumentam e pequenos músculos da mama contraem-se, fazendo circular o leite através dos ductos mamários. O resultado da estimulação do mamilo pelo bebé ajuda a circulação do leite materno através dos ductos até ao mamilo. Esta contração do leite é chamada de "descida do leite". A pega refere-se ao bebé agarrar o mamilo para mamar. Uma boa pega ocorre quando a parte inferior da aréola (a zona em redor do mamilo) está na boca do bebé e o mamilo é puxado para dentro da sua boca. Uma pega incorreta resulta numa estimulação insuficiente do mamilo para criar o reflexo de descida do leite. O mamilo é mal estimulado quando o bebé pega na mama muito perto da ponta do mamilo. Esta pega incorreta pode tornar os mamilos doridos e gretados, além de relutância da mãe em continuar a amamentar. Após o nascimento, o fornecimento de leite aumenta com base na estimulação contínua e crescente do mamilo pelo bebé. Se o bebé aumentar o tempo de amamentação no mamilo, as glândulas mamárias respondem a este estímulo aumentando a produção de leite.